# بوب بيغز
بوب بيغز (بالإنجليزية: Bob Biggs)‏ هو لاعب كرة قدم أمريكية ولاعب كرة قدم كندية أمريكي، ولد في 20 فبراير 1951 في مقاطعة سان دييغو في الولايات المتحدة.

## وصلات خارجية
- بوب بيغز على موقع JustSportsStats.com (الإنجليزية)